# ماچئی روباکیویچ
ماچئی روباکیویچ (لهستانی: Maciej Robakiewicz؛ زادهٔ ۱۸ ژوئن ۱۹۵۹) بازیگر اهل لهستان است که با کشیشتف زانوسی همکاری نزدیکی داشت و در چندین فیلم به کارگردانی او، نقش‌آفرینی نمود.
از فیلم‌ها یا مجموعه‌های تلویزیونی که وی در آن‌ها نقش داشته‌است، می‌توان به ناقوس جنگ، تاج پادشاهان، جذابیت فریبنده، دوستان، ورشو ۴۴، قانون حقیقی، پدر متیو، هتل ۵۲، دهن‌به‌دهن، دوران افتخار، کارآگاهان جنایی، عشق اول، خانه کشیش، هر کجا که باشی، سالی از خورشید خاموش و قرارداد اشاره نمود.